# IEEE 802.11y
IEEE 802.11y és una modificació de l'estàndard 802.11 per WLAN desenvolupat pel grup de treball 11 del comitè d'estàndards LAN/MAN del IEEE (IEEE 802), que capacita el equips a transferir dades a alta potència, operant amb el protocol 802.11a en la banda de freqüència de 3650 to 3700 MHz als EUA. Aquesta configuració és a nivell de capa d'enllaç o MAC i de capa física o PHY. IEEE 802.11y fou ratificat el 2008.
Característiques:
- Augment de potència fins a 20W (potència isotròpica radiada equivalent), implica un abast de 5 km o més.
- Funcionalitat de control de potència emesa (TPC) per a ajustar la mínima potència necessària per a mantenir l'enllaç (el sistema GSM presenta la mateixa funcionalitat)
- Funcionalitat de selecció dinàmica de freqüència (DFS) per a evitar la transmissió en canals que presenten alta ocupació.